# 安徽羽叶报春
安徽羽叶报春（学名：Primula merrilliana）为报春花科报春花属下的一个种。